# Jungmädelbund
La Jungmädel im Bund deutscher Mädel in der HJ, abrégé JM (les fillettes de la ligue des jeunes filles de la jeunesse hitlérienne) était un mouvement allemand pour les jeunes filles de 10 à 14 ans, le seul autorisé après l'arrivée au pouvoir du régime nazi en Allemagne en 1933. Il s'agit de la branche féminine jeune des Jeunesses hitlériennes. Toutes les autres organisations y sont incorporées ou interdites par le régime ; par la loi du 1er décembre 1936, l'appartenance au mouvement devient obligatoire. Les filles de 14 à 18 ans entraient ensuite dans les Bund Deutscher Mädel.
En 1938, une troisième branche est créée pour les femmes de 17 à 21 ans, la BDM/Werk « Glaube und Schöneit » (Foi et Beauté).

## Activités
C'était une structure militarisée où on inculque aux jeunes filles les rôles de la femme dans la doctrine nazie : bien tenir la maison et avoir des enfants.
Elles furent assimilées dans une organisation de la jeunesse : la « DJ » (Deutschen Jungvolk).

## Exemples de fanions de la Jungmädelbund (JM)

Fanion de la JM-Untergau.
Fanion Fanion de JM-Gruppe.

## Sources
1. ↑  Olsen, « Les jeunes filles allemandes « enrôlées » sous la bannière nazie de 1923 à 1945 », sur HistoQuiz (consulté le 21 mai 2015)